# Lazar Serebriakov
Lazar Markovitch Serebriakov (en russe : Лазарь Маркович Серебряков ; en arménien : Ղազար Արծաթագործեան, Ghazar Artsatagortsian), né en 1795 à Karassoubazar en Crimée (aujourd'hui Bilohirsk), décédé en 1862 à Saint-Pétersbourg.
Amiral russe d'origine arménienne, il prit part à la Guerre russo-turque (1828-1829) dans la Flotte de la mer Baltique et de la Flotte de la mer Noire, il commanda une flotte de cuirassés. En 1838, il établit les bases de la ville de Novorossiisk. Il occupa également des postes de commandement au cours de la Guerre de Crimée (1853-1856).

## Biographie
Issu d'une famille noble d'Arménie, fils de Marcos Artsatagortsian, Lazar Markovitch Serebriakov étudia au lycée d'Odessa. En 1810, il servit dans la Flotte de la mer Noire. Le 18 août 1813, il entra à l'Académie navale Nikolaïev. Au cours de ses études, il servit à bord du brick Le roi Constantin, le brigantin Mikhaïl et le navire de transport Danube. Après trois années d'études, comme sous-officier, il servit à bord du Paris. Puis navigua sur le Paresseux, l’Empereur Franz, les frégates Lilia et Flora, sur le schooner Sebastopol, le brick Nikolaï, la corvette Abo et sur des navires de commerce.

### Carrière militaire
En 1820, Lazar Markovitch Serebriakov fut promu sous-lieutenant. Le 20 mars 1825, au grade capitaine il commanda la corvette Abo puis la frégate Flora. En octobre 1826, il fut élevé au grade d'adjudant-général. Au cours de la Guerre russo-turque, Lazar Markovitch Serebriakov prit part au siège de la forteresse d'Anapa (9 juillet 1828) puis au siège de Varna. Pour ses faits de guerre, il reçut l'Ordre de Saint-Vladimir (quatrième degré avec ruban). Vers la fin de la guerre, il servit à bord du Panteilemon et prit part à des batailles. Pour son courage, il reçut l'Ordre de Sainte-Anne (quatrième degré). avec la citation « Pour bravoure ». Au terme de ce conflit, il fut nommé chef d'état-major de la marine russe. En mission dans le golfe de Finlande, il navigua à bord du Kulm, de l’Alexander, de l’Akhtala, la frégate la Hâtive et de l’Oranienbaum. Le 8 septembre 1831, il lui fut décerné l'Ordre de Sainte-Anne (troisième degré). En qualité de haut responsable des opérations militaires, il fut chargé de remplir certaines missions, celles-ci furent parfaitement réalisées et en décembre 1835, il se vit décerné l'Ordre de Saint-Stanislas (troisième degré). Par un oukase, Nicolas Ier de Russie l'éleva au grade de capitaine 1er rang et lui décerna l'Ordre de Saint-Georges (quatrième degré). En 1837, il reçut l'Ordre de Sainte-Anne (second degré). Pour le succès remporté lors d'une opération dans la détroit de Kertch, il fut décoré de l'Ordre de Saint-Stanislas (second degré).
En 1838, Lazar Markovitch Serebriakov jeta les bases de la ville de Novorossiisk. Le 18 avril 1839, il fut nommé au poste de chef de la première Direction générale du littoral de la mer Noire. Durant les dix-huit années que dura son mandat, il travailla à la construction de la ville, il créa un port pour la Flotte de la mer Noire. Le jour de la commémoration du 300e anniversaire de l'annexion du khanat de Kazan par la Russie, Lazar Markovitch Serebriakov fut décoré de l'Ordre de Saint-Alexandre Nevski (27 novembre 1852).
Au cours de la Guerre de Crimée Lazar Markovitch Serebriakov exerça le commandement des navires de la côte est de la mer Noire. Son fils trouva une mort héroïque lors du siège de Sébastopol.
En 1856, Lazar Markovitch Serebryakov fut admis au Conseil de l'Amirauté et élevé au grade d'amiral. Le 27 octobre 1856, il lui fut remis l'Ordre de Saint-Alexandre Nevski, l'Ordre de l'Aigle blanc, l'Ordre de Saint-Stanislas (premier degré), l'Ordre de Sainte-Anne (premier degré avec épée).

### Décès et inhumation
Lazar Markovitch Serebriakov décéda en 1862 à Saint-Pétersbourg, il fut inhumé au cimetière arménien de Karassoubazar (depuis 1944, Bilohirsk en Ukraine) . Le 21 mai 1955, son corps fut exhumé puis inhumé au cimetière des héros de Sébastopol.

## Distinctions
- 1828 : Ordre de Saint-Vladimir (quatrième degré avec ruban)
- 1829 : Ordre de Sainte-Anne (quatrième degré) avec citation)
- 1831 : Ordre de Sainte-Anne (troisième degré)
- 1835 : Ordre de Saint-Stanislas (troisième degré)
- 1837 : Ordre de Saint-Georges (quatrième degré)
- 1837 : Ordre de Sainte-Anne (second degré)
- 1837 : Ordre de Saint-Stanislas (second degré)
- 1839 : Ordre de Saint-Vladimir (troisième degré)
- Ordre de Sainte-Anne (premier degré)
- Ordre de Saint-Vladimir (second degré)
- 1852 : Ordre de Saint-Alexandre Nevski
- 1856 : Ordre de Saint-Alexandre Nevski
- 1856 : Ordre de l'Aigle blanc
- 1856 : Ordre de Saint-Stanislas (premier degré)
- 1856 : Ordre de Sainte-Anne (premier degré) avec épée)

### Sources
belo-gorsk.com